# Иерусалимский проезд
Иерусали́мский прое́зд — небольшая улица в центре Москвы в Таганском районе, выходит на Иерусалимскую улицу.

## Происхождение названия
Название начала XX века по находящемуся поблизости (улица Талалихина, 24) храму Иерусалимской иконы Божией Матери за Покровской заставой.

## Описание
Иерусалимский проезд начинается в жилой застройке на углу Стройковской и Качалинской улиц, проходит на северо-восток до Иерусалимской улицы. За проездом числится единственный дом № 4 (жилое здание).